# Для домашнього огнища
«Для домашнього огнища» — роман українського письменника Івана Франка 1892 року.

## Підґрунтя
Початок історії створення роману датується жовтнем 1892 року, коли Іван Франко перебував у Відні, аби захистити докторську дисертацію, прослухавши перед тим курс лекцій, які вів професор Ватрослав Яґич, видатний славіст Віденського університету.
Перебування Франка в одному з найвідоміших культурно-мистецьких осередків Європи мало помітно позитивний вплив на його письменницьку діяльність: «чи не вперше він потрапив у дійсно сприятливі умови для творчості, де його не відволікала ні щоденна газетна робота, ані родинно-побутові клопоти, — і зміг повністю віддатися манії белетристичній».
Згідно зі словами самого Франка: «Сідаючи писати роман, я мав на думці змалювати деякі факти і моменти життя, котрі я бачив або чув, або по найбільшій часті сам пережив». Слід зауважити, що твір написано на основі реальних подій — гучних судових процесах у справах торгівлі людьми, що відбулися у 1883—1892 роках у Львові. Ба більше, співвідношення між сюжетом роману «Для сімейного огнища» з реальними газетними хроніками та судовими процесами вражає своєю достовірністю. Такий достовірний опис реальних подій можна пояснити лише тим, що Іван Франко здійснював огляд цих подій, працюючи репортером у газетах «Діло» та «Kurjieri Lwowskim».
1883 року відбувся судовий процес над пані Вайс, яка у безпрецедентний спосіб займалася деморалізацією місцевої молоді, залучаючи молодих дівчат до свого приватного дому розпусти, який знаходився у Львові по вул. Скарбнівського. Бордель працював протягом останніх дванадцяти років за сприянням місцевих багатих «паничів», так званої «сметанки» аристократичних товариств. Як свідчила тогочасна місцева газета «Діло»: «Цікава річ, що між ними не знайшлася ні одна душа, що здригнулась би на вид огидного злочинства і донесла о тім властям! Та й дивно, що така пані Вайс могла довго укриватися перед властями, котрі стоять на сторожі публічної моральности». Нові факти про перебіг скандального процесу також надала газета «Sztandart Polski», яка повідомила, що пані Вайс була дружиною австрійського офіцера, яку кликали «капітановою». Серед мотивів, які спонукали пані Вайс до злочину, підсудна зазначила такими словами: «Для домашнього огнища», які й послугували назвою для Франкового твору.
Про другий гучний процес 1892 року дізнаємося з листа Івана Франка, який він написав до варшавського видавця Яна Карловича. Письменник, зокрема згадує про ганебні факти торгівлі молодими дівчатами до закордонних борделів. Процес було порушено проти так званого І. Шефферштейна на ще двадцяти сімох його спільників, які розробили витончену мережу агентів, які займалися вербування «живого товару», а опісля переправляли їх по різних великих портових містах світу.

## Жанр
У своїх листах до польських видавців Франко писав про «Для сімейного огнища» як про «powiesci», тобто вживав польську літературну термінологію, а у своїх листах до наддніпрянців та росіян називав свій твір романом.
Зокрема, у своєму дослідженні «Перебудова і франкознавство» І. Денисюк дає таку оцінку щодо жанрової класифікації твору: «Деякі свої твори автор називав романами, а виходили вони і в читацькій свідомості закріплювалися як повісті. Гадаю, що тут діяла інерція польської генеалогічної свідомості, яка наш східнослов'янський роман мислить як повість. Зі скромності й туги за великою всеосяжною структурою Франко називав себе новелістом-мікроскопістом, але насправді він створив оригінальний жанрово-структурний тип роману з новелістичною концентрацією часу і простору. Сучасники недооцінювали чи не розуміли новаторства Франка у великій прозовій формі, пальму першості в художній досконалості віддаючи його новелам, оповіданням, образкам».
«Для домашнього огнища» також часто відносять до жанру соціально-психологічного роману. У творі розглядаються найрізноманітніші теми: проституція, вербування молодих дівчат до публічних будинків, слідство комісара, тобто елементи, що наближають роман до жанру детективу.

## Сюжет
Михайло Грушевський подає такий опис сюжету:

| Автор відразу вводить нас в саму середину події. Пані Анєля Ангаровичева, жінка капітана, що п’ять років служив в Боснії, чекає свого чоловіка назад до Львова; застаємо, як вона готує в покоях до його прийняття і тішиться з того, але присутня при тім приятелька її п. Шаблінська чекає сього приїзду з якимсь страхом. З натяків розмови приятельок догадуємось, що вони мали якесь підприємство і тепер непокояться з його поводу. Розмову перебиває капітан, що в тій хвилі несподівано впадає в хату. Він застав великі переміни; коли трохи прийшов до себе, особливо вразило його, що обстанова виглядала значно багатше, ніж можна було сподіватись; правда, Анєля була внучка багатого краківського фабриканта Гуртера, але вийшовши заміж проти його волі, не дістала нічого, крім офіцерської кавції для чоловіка і по від’їзді чоловіка до Боснії з початку нарікала на недостачі в грошах. У голові капітана починають вставати різні прикрі підозріння, та Анєля, відгадавши його думки, разом розбиває їх, сказавши, що старий Гуртер перегнівався й помагав родині, а на доказ вона дає капітану до перегляду свої домові рахунки. Але одна по другій спадають на душу бідного капітана нові непевності. В офіцерськім касині, куди він пішов першого ще вечора, він побачив якесь загадкове, двозначне поводження з собою офіцерів, і його приятель – Редліх радив йому взагалі не ходити до касина. Дома, коли пригадав собі якісь дивні слова про свою жінку, що чув кілька тому років з уст одного п’яниці барона фон Рейхлінгена, та почав жінку розпитувати, що за історію мала вона з тим бароном, на жінку напав пароксизм істерії і вона почала умовляти капітана, аби він покинув службу та купив собі фільварок для господарства, бо тільки на селі могла б вона прийти до здоров’я. Капітан під намаганнями жінки навіть написав подання, що виступає з служби, але ціла ся історія занадто видавалася йому дивною й неприродною. Слідом Редліх, прийшовши з обіцяною візитою до Ангаровичів, застав тут згадану вже п. Шаблінську, що прибігла до Анєлі з якоюсь страшною для них телеграмою про арештування якогось там жида, і капітан примусив її лишитись на обід. Побачивши сю паню, Редліх остентаційно заявив, що мусить іти й не може ніяким чином лишитись у Ангаровичів, і пішов. Капітан доконче хотів мати вияснення від нього й для того пішов до касина, та тут офіцери стріли вже його цілковитою погордою, а Редліх з поручения їх пояснив Ангаровичу, що та п. Шаблінська промишляє найогиднішим ремеслом, а Ангаровичева стоїть з нею в тихій спілці. Ангарович за се обвинувачення покликав Редліха на поєдинок. Внутрішня буря запанувала в ньому; він занадто високо цінив Редліха, щоб припустити за ним просту брехню, а з другого боку піднесене ним обвинувачення його жінки було таке дике, так не годилось з тим всім, що він знав про свою жінку, що не могло уміститись в його голові. На поєдинку він підстрілив Редліха – присутні признали його забитим; та се по закону реакції в гадках Ангаровича тільки побільшило непевності щодо жінки. Але він бореться ще з ними, він сподіється з домових рахунків жінки переконатись, що вона мала чесне джерело доходів в запомозі свого діда. Та випадок якраз зводить його з тим Гуртером: йому довелося заопікуватися на улиці перехожим, що, посовзнувшись, розбив собі голову, і показалось, що сей перехожий був не хто як Гуртер; закликаний до нього в шпиталь, по поєдинку з Редліхом, Ангарович довідавсь від Гуртера, що він тому чотири роки цілковито збанкрутував, став жебраком, просив помочі у Анєлі, але та не помогла. Се було останнім ударом для Ангаровича: коли жінка таку рішучу неправду йому сказала про гроші від Гуртера, то з тим упадала всяка віра до неї, і він тепер вже вірив всім обвинуваченням проти неї. Надходячи з дому, він стрівся перед дверима своєї хати з поліційним агентом, що розповів йому усю історію. Ангарович тепер вже знав усе. Агент, запрошений Ангаровичем на обід, де й оповів йому цілу справу, з вдячності, як каже, відтягає хвилю ревізії, й Ангарович має час переговорити з жінкою. Та була приготована до сього. Ще ввечері довідалась вона, що Шаблінську арештовано з усім її предприємством; коли чоловік, пішовши до касина, цілком не вернувся ані вночі, ані рано, могла вона відгадати, що се значить. Переконавшися, що в душі чоловіка не лишилося ніякої ласки, милосердя, можливості пробачення для неї, Анєля по гарячій мові, де вона закидала чоловіку й суспільству фарисейство, гіпокризію, з котрою воно мириться з найогиднішими явищами, доки не стрінеться з ними його конвенціональний кодекс моральності, стріляється в тій хвилі, коли поліція вступає в хату для ревізії. Її смерть викликає в свідках високе почуття пробачення. Її жертви, приведені для сконфронтування, заявляють, що то не була Ангаровичева; в душі чоловіка почуття відрази заступає жаль. Ім’я Анєлі покрилося й ні разу не вийшло наверх в огиднім процесі Шаблінської й її спільників. Ангарович міг взяти своє подання назад. Редліх, що вигоїв свою рану, разом з старим Гуртером переходять жити до нього. Діти оплакують та шанують пам’ять своєї мами. Тільки її нема в сім відновленім родиннім огнищі. «На Анєлиній могилі нема ні хреста, ні плити з написом, тілько високий кипарис, огороджений залізними штахетами, знимаєся вгору рівно мов свічка, в своїй густій, вічній зелені – вірний образ замкненої в собі енергії і незломної рішучості». Тими словами кінчиться повість.[1] |

## Публікація
Першопочатково Франко написав повість польською мовою з надією на більшу увагу зі сторони польської читацької аудиторії: «Міркуючи, що повість може бути для поляків цікавіша, ніж для українців, написав її зразу по-польськи зимою 1892 року та й передав до Варшави». Після завершення роботи над гостросюжетною кримінально-соціально-психологічною повістю «Для домашнього огнища» постало питання публікації твору.
20 грудня 1892 року Франко написав про свій новий твір Михайлові Драгоманову, де згадав, що книга припала до душі «одному полякові». 14 січня 1893 року Іван Франко повідомив Драгоманову про те, що Болеслав Вислоух погодився надрукувати роман «Для домашнього огнища» на сторінках журналу «Kurjer Lwowski», однак вже 15 вересня 1893 року у листі до Михайла Павлика Франко написав, що Вислоух «скинувся з друкування роману».
У листопаді 1892 року Франко звернувся з проханням опублікувати роман до Яна Поклавського, редактора часопису «Glos». 7 грудня 1892 року Франко спробував зацікавити редактора Яна Карповича, який 3 січня 1893 року повідомив письменника, що варшавський видавець Теодор Папроцький дав згоду на публікацію роману. Папроцький запропонував Франкові 75 карбованців сріблом та віддав роман до цензури. 1 травня 1893 року Папроцький, однак, повідомив Франка, що цензура заборонила публікацію «Для сімейного огнища» у Варшаві.
Франко відмовився змінювати твір на вимогу цензури, а 4 травня 1893 року навіть написав, що вже втратив будь-яку надію видати роман у Варшаві.
Загалом, у 1892—1897 роках Франко здійснив десять неуспішних спроб опублікувати твір у польських видавництвах «Głosu», «Wisły», «Prawdy», «Przeglądu tygodniowego», «Ateneumu», українських «Зорю», «Kurjer Lwowski», «Житє і слово», «Народ», російських «Вестник Европы» та «Русское богатство».
Зрештою, 1897 року світ побачила українська публікація твору в авторському перекладі українською окремою книжкою накладом журналу «Житє і слово» в серії «Літературно-наукова бібліотека». Оригінальна ж польська версія вийшла аж 1979 року у 50-томовому зібранні творів письменника.

## Екранізація
- 1970 рік: телефільм «Для домашнього вогнища»» режисера Юрія Суярка.
- 1992 рік: художній повнометражний фільм «Для домашнього огнища» режисера Бориса Савченка.

## На театральній сцені
- 2020 рік - Театр на Подолі (Київ) "Імітація" (Режисер-постановник та автор інсценування - Ігор Матіїв).
- 2023 рік - Національний драматичний театр імені Лесі Українки "Для домашнього огнища" (режисерка-постановниця – Ольга Гаврилюк, у ролях: Анеля - Ольга Гришина, Антін - Кирило Парастаєв).